# Ulotrichopus marmoratus
Ulotrichopus marmoratus är en fjärilsart som beskrevs av Griveaud och Pierre E.L. Viette 1961. Ulotrichopus marmoratus ingår i släktet Ulotrichopus och familjen nattflyn. Inga underarter finns listade i Catalogue of Life.